# Tiégba
Tiégba est une localité du sud de la Côte d'Ivoire et appartenant au département de Divo, Région du Sud-Bandama. La localité de Tiégba est un chef-lieu de commune.